# Monetočka
Monetočka (in russo Монеточка?), pseudonimo di Elizaveta Andreevna Gyrdymova (in russo Елизавета Андреевна Гырдымова?; Ekaterinburg, 1º giugno 1998), è una cantautrice russa.

## Biografia
Originaria di Ekaterinburg, si è laureata presso l'Università federale degli Urali e successivamente è entrata a far parte della VGIK. È salita alla ribalta grazie alla pubblicazione del primo album in studio Raskraski dlja vzroslych, che oltre a diventare il disco di un'artista donna di maggior successo del 2018 su VK Music, la seconda principale piattaforma streaming russa, ha esordito al 21º posto nella Eesti Tipp-40 ed è stato uno dei dischi più venduti in territorio estone dell'intero anno. Il disco, supportato da un tour con date in Russia, Ucraina e Bielorussia, le ha fruttato una candidatura agli MTV Europe Music Awards come miglior artista di MTV Russia. A fine 2019 è risultata la seconda artista donna di musica pop con il maggior incasso, dietro soltanto a Polina Gagarina, nella lista stilata dalla divisione locale di Forbes degli intrattenitori russi più pagati nella Federazione Russa.
Il secondo album della cantante Dekorativno-prikladnoe iskusstvo, distribuito attraverso l'etichetta The Orchard, parte del gruppo della Sony Music, è uscito nel 2020.
Molitvy. Anekdoty. Tosty, uscito nel maggio 2024, è stato il suo primo LP a raggiungere la top ten della Albumų Top 100.

## Vita privata
Monetočka ha espresso il proprio dissenso all'invasione russa dell'Ucraina, venendo in seguito riconosciuta dal Ministero della giustizia russo come «agente straniero» e venendo accusata di avere organizzato raccolte fondi a sostegno dell'Ucraina ricevendo allo stesso tempo finanziamenti da stati esteri. In seguito a queste accuse, Monetočka e la sua famiglia hanno lasciato la Federazione Russa per vivere in Lituania.

## Discografia

### Album in studio
- 2018 – Raskraski dlja vzroslych
- 2020 – Dekorativno-prikladnoe iskusstvo
- 2024 – Molitvy. Anekdoty. Tosty

### EP
- 2017 – Ja Liza

### Singoli
- 2016 – Goša Rubčinskij
- 2016 – Ušla k realistu
- 2017 – Papočka, prosti
- 2017 – Super Kica 8bit
- 2017 – Poslednjaja diskoteka (feat. BCCH)
- 2018 – Ljudi s avtomatami (con gli Swanky Tunes e Noize MC)
- 2018 – Ne choču ničego znat'
- 2018 – Na zare
- 2019 – Padat' v grjaz'
- 2019 – Gori gori gori
- 2020 – Živi bez ostatka (con Noize MC)
- 2021 – Šaganė
- 2024 – Ostanovilos'
- 2024 – U mamy est' sekret
- 2025 – Oblomki čuvstv (con Noize MC)

## Tournée
- 2023 – European Tour
- 2025 – Fairy Tale Tour